# Märsta
Märsta város Svédországban. Stockholm egyik elővárosa, egyben Sigtuna község székhelye. Itt található a Stockholm-Arlanda repülőtér, az ország legforgalmasabb légikikötője.

## Földrajz
Märsta Stockholm belvárosától 37 km-re északra, Uppsalától 33 km-re délre fekszik.

## Közlekedés
A várost érinti az E4-es európai út. Tőle 4 km-re fekszik a Stockholm-Arlanda repülőtér, az ország legforgalmasabb légikikötője.

## Fordítás
- Ez a szócikk részben vagy egészben a Märsta című angol Wikipédia-szócikk ezen változatának fordításán alapul.  Az eredeti cikk szerkesztőit annak laptörténete sorolja fel. Ez a jelzés csupán a megfogalmazás eredetét és a szerzői jogokat jelzi, nem szolgál a cikkben szereplő információk forrásmegjelöléseként.

## Külső hivatkozások
- Sigtuna község hivatalos honlapja